# Jenna von Oÿ
Jennifer «Jenna» von Oÿ (født 2. maj 1977) er en amerikansk skuespiller og countrysanger. Hun er bedst kendt for sin rolle som «Stevie van Lowe» i The Parkers og «Six LeMure» i Blossom. Hun lagde også stemme til «Stacey» i animationsfilmen Fedtmule og søn.